# 事務コン
事務コン（ジムコン、JIM-com）は、東芝テックがTECブランドで発売している事務用コンピュータ（オフィスコンピュータ）のシリーズ。
本体、ディスプレイ、ドットインパクトプリンタ、キーボードが一体となっている（一部機種を除く）。アプリケーションは、帳票印刷に特化したテック独自のSTEPLAN言語で記述される。
1982年（昭和57年）7月に発売された。

## 機種

### OAシリーズ
OA-100を除き、アプリケーションの切り替えは毎回フロッピーディスクから読み込む方式。UPS(無停電電源装置)が内蔵され、停電時には印刷はできないがデータ保存などの操作が可能。
帳作＝ちょうさく
- OA-1 - 初代だが事務コンという名称は付いていない[2]。
- 事務コン 帳作 OA-2 - [3]
- 事務コン 帳作 OA-5 - [4]
- 事務コン 帳作 OA-6 - [5]
- 事務コン 帳作 OA-7 -
- 事務コン 帳作 OA-8 - この機種まで、独自の2インチフロッピーディスクが使われていた。
- 事務コン 帳作 OA-9 - 3.5インチフロッピーディスクが採用された。フォーマットは独自[6]。
- 事務コン 帳作 OA-11 - バックライトが付いたOA-9の上位機種[7]。
- 事務コン 帳作 OA-3 - OA-9にバックライトを付けたもの[8]。
- 事務コン 帳作 OA-88 - OA-9の廉価版。用紙のフロントローディングが無い[9]。
- 事務コン 帳作 OA-100 - FDDから毎回読み込んでいたアプリケーションをフラッシュメモリに保存し、高速に切り替えが可能[10]。

### JCシリーズ
- 事務コン 帳作Wide JC-2100 - [11]
- 事務コン 帳作Wide JC-2200 - [12]

### その他
- モバイル事務コン MJ-1 - 1999年発売。A5サイズで複写サーマルプリンタ内蔵。Windows CE。

### SJシリーズ
このシリーズからパーソナルコンピュータ向けOS(Windows)上で動作。一部機種を除きハードディスク(HDD)は業務用と保存用の２台を搭載し、業務終了時にミラーリングを行う。
- 事務コンAce 帳作V SJ-1 - DR-DOS
- 事務コンAce 帳作V SJ-1000 - 事務コンLANシステムのサーバ用でHDDが外部接続となっている。
- 事務コンAce 帳作V SJ-1T-CL - SJ-1000のクライアント用。外見、スペックともにSJ-1と同じ。
- 事務コンAce 帳作V SJ-CL1 - SJ-1000のクライアント用。プリンタ無し。
- 事務コンAce 帳作V SJ-2 - SJ-1の上位機種。MS-DOSに変更。
- 事務コンAce 帳作V SJ-1N - DR-DOS。
- 事務コンAce 帳作V SJ-2Jr - SJ-2から保存用HDDを無くした廉価版。
- 事務コンAce 帳作V SJ-3 - 2000年発売、Windows 98、メモリ64MB、HDD 6GBx2（1台保存用）[13]。
- 事務コンAce SJ-3000 - 2002年発売。Windows 98SE、メモリ128MB、HDD 20GBx2（1台保存用）。
- 事務コンAce SJ-3300 - 2004年発売。Windows XP Professional、メモリ256MB、HDD 40GBx2（1台保存用）。この機種までキーボードは一体。
- 事務コン SJ-5500 - 2007年発売。タッチパネル、Celeron 1.2GHz、メモリ512MB、HDD 40GBx2（1台保存用）。この機種よりキーボードは分離。-Windows XP。
- 事務コン SJ-6500 - 2011年発売。タッチパネル、メモリ1GB、HDD 160GBx2（1台保存用）。-Windows XP。
- 事務コン SJ-8000 - 2014年発売。タッチパネル、メモリ4GB、HDD 320GBx2（1台保存用）[14]。-Windows 8.0。
- 事務コン SJ-8100 - 2015年発売。タッチパネル、メモリ4GB、HDD 320GBx2（1台保存用）-Windows 8.1。
- 事務コン SJ-8500 - 2016年発売。タッチパネル、メモリ4GB、HDD 320GBx2（1台保存用）-Windows 10。
- 事務コン SJ-9000 - 2019年7月5日より販売開始。タッチパネル、メモリ4GB、HDD 320GB☓2 (1台保存用)。-Windows 10。
- 事務コン SJ-9100 - 2021年12月より販売開始。タッチパネル、メモリ4GB、HDD 320GB☓2 (1台保存用)。-Windows 10。
- 事務コン SJ-9500 - 2024年11月8日より販売開始。タッチパネル、メモリ8GB、SSD 240GB☓2 (1台保存用)。-Windows 10。

### SOシリーズ
市販パーソナルコンピュータ上で事務コンソフトが使用できるキット。認証のためのUSBドングルと専用キーボードが付属。
- 事務コン SO-XP-KT - Windows XP用。
- 事務コン SO-7S-KT - Windows 7用。
- 事務コン SO-8S-KT - Windows 8用。
- 事務コン SO-10S-KT - Windows 10用。
- 事務コン SO-X4S-KT - Windows 10用。（4年ライセンス契約）
- 事務コン SO-X6S-KT - Windows 10用。（6年ライセンス契約）

- 事務コン SO-X4S-KT - Windows 11用。（4年ライセンス契約）
- 事務コン SO-X6S-KT - Windows 11用。（6年ライセンス契約）

## ソフト及びアプリケーション
業務システム用に開発された東芝テック独自のプログラム言語「STEPLAN」を搭載。
伝票や請求書等の書式変更はもちろん、会社の要望に応じたカスタマイズにも柔軟に対応可能。オーダーメイドで作成する為、お客様の業種･業務の流れを変えずに導入が可能になっている。
主なアプリケーションの種類としては「販売管理」「売上請求管理」「仕入買掛管理」「財務会計」「商品在庫管理」「給与計算」「マニュフェスト管理」「工事原価管理」「小売店売掛管理」「食品卸向け販売管理」「ルートセールス管理」等がある。

## 内蔵プリンタ
ドットインパクト方式を採用。
複写式の帳票類を印字する事ができる（A4横サイズまで対応。A4以上のサイズに関しては外付けプリンタで代用可能）。